# Cerapachys senescens
Cerapachys senescens é uma espécie de formiga do gênero Cerapachys.